# Спис, Клаудио
Клаудио Спис (исп. Carlos Claudio Spies; 26 марта 1925, Сантьяго — 2 апреля 2020) — американский композитор чилийского происхождения.
Сын эмигрантов из Германии. Окончил школу в Чили, в юности брал уроки у работавших в Аргентине Фрица Буша и Эриха Клайбера во время их чилийских гастролей. С 1942 года учился в США, в том числе в Консерватории Новой Англии и в Гарвардском университете, среди его учителей композиции были Надя Буланже, Уолтер Пистон и Гарольд Шапиро; занимался также виолончелью и фаготом. Получив магистерский диплом по композиции от Гарвардского университета в 1954 году и проведя год в Париже, Спис на протяжении всей жизни преподавал в ведущих образовательных учреждениях США, в том числе в Суортмор-колледже (1958—1970) и в Принстонском университете (1970—1998). Помимо курса композиции он изучал и преподавал творчество отдельных композиторов (прежде всего, Игоря Стравинского), а также разработал уникальный курс по рукописям композиторов. Со Стравинским Списа связывало многолетнее знакомство, начавшееся в 1943 году при посредстве Буланже; по просьбе Стравинского Спис держал предварительную корректуру его важнейших поздних сочинений.
В творчестве Списа преобладают камерные сочинения и вокальные пьесы, для которых, как отмечалось, характерно пристальное внимание к ритмическим особенностям языка используемых текстов. Спорадически он также выступал как дирижёр.